# Municipio de Greenwood (condado de Christian)
El municipio de Greenwood (en inglés, Greenwood Township) es un municipio del condado de Christian, Illinois, Estados Unidos. Tiene una población estimada, a mediados de 2021, de 202 habitantes.

## Geografía
Está ubicado en las coordenadas 39°23′34″N 89°18′27″O / 39.39278, -89.30750. Según la Oficina del Censo de los Estados Unidos, tiene una superficie total de 95.0 km², correspondientes en su totalidad a tierra firme.

## Demografía
Según el censo de 2020, en ese momento había 200 personas residiendo en la zona. La densidad de población era de 2.1 hab./km². El 94.00 % de los habitantes eran blancos, el 1.00 % eran afroamericanos, el 1.50 % eran de otras razas y el 3.50 % eran de una mezcla de razas. Del total de la población el 1.00 % eran hispanos o latinos de cualquier raza.